# 马加奇
马加奇（1938年—2021年9月2日），男，回族，北京人，中国演员、导演，曾在87版《红楼梦》中饰演贾政、《敌营十八年》中饰演何昆。曾执导87版《红楼梦》（副导演）等影视作品。